# 載堉
宗室載堉（1820年9月30日—1865年6月26日，嘉慶二十五年八月二十四日子時—同治四年閏五月初四日未時），原名載淮，字清川，號潤甫。正藍旗滿洲人，左翼近支宗室正藍旗第二族載字輩，追封怡親王綿標之孫，城守尉奕輝之子，清朝官員，官至理事官、御史。

## 生平
道光二十六年（1846年）三月，授宗人府七品筆帖式。
咸豐四年（1854年）十二月，升宗人府右司委署主事。
五年（1855年）四月初一日，改名為載堉。
六年（1856年）十一月，派充宗人府銀庫章京。
七年（1857年）五月十五日，充補宗人府右司坐辦司員。同年派充玉牒纂修官。
八年（1858年）二月，京察列為一等，交吏部照例以應升之缺升用。四月二十五日，兼署宗人府經歷司坐辦。
九年（1859年）八月，授宗人府副理事官。
十年（1860年）四月，宗人府銀庫章京任滿卸任。
同治元年（1862年）二月二十四日，辛酉政變後怡親王爵降為不入八分輔國公，載堉列為帶領引見之承襲候選人之一。六月，授理事官。
二年（1863年）六月，改授都察院湖廣道監察御史。
三年（1864年）七月二十二日，奏陳政治的四項要點在蒞政、任官、練兵、籌餉。此時清軍收復江寧府，七月二十五日，加恩賞還革除的鄭親王、怡親王爵位；二十九日，載堉列為帶領引見之承襲怡親王爵候選人之一。八月，派充甲子科順天鄉試外場巡察御史。
四年（1865年）四月，載堉奉派稽察八旗庫款、發放軍餉數目不足，奏請飭令籌定相關章程。後又奏請仍令恭親王奕訢任軍機大臣。閏五月初四日，卒，年四十六歲。
並曾奏劾前欽差大臣賽尚阿剿賊不力、請交廷臣議罪。

## 家庭及關聯
- 六世祖父：清聖祖（1654年—1722年）。
- 六世祖母：敬敏皇貴妃（？年—1699年）。
- 五世祖父：怡賢親王允祥（1686年—1730年），封怡親王，官總理事務王大臣、管理戶部及宗人府事務、圓明園八旗內務府三旗護軍營掌印總統大臣、議政大臣。
- 五世祖母：兆佳氏，尙書瑪爾漢之女，允祥嫡福晉。
- 高祖父：怡僖親王弘曉（1722年—1778年），襲怡親王，官正白旗漢軍都統，管理理藩院事務。
- 高祖母：石佳氏，石中玉之女，弘曉側福晉。
- 曾祖父：怡恭親王永琅（1746年—1799年），襲怡親王，官至總管內務府大臣、正黃旗滿洲都統、圓明園八旗內務府三旗護軍營掌印總統大臣、總管圓明園事務大臣。
- 曾祖母：瓜爾佳氏，前鋒參領德柱之女，永琅嫡福晉。
- 祖父：綿標（1770年—1799年），封不入八分輔國公，官至正藍旗護軍統領、火器營總統大臣，追封怡親王。
- 祖母：劉氏，劉善福之女，綿標妾。嘉慶二十一年（1816年）閏六月封親王側福晉。

### 父母
- 父：奕輝（1794年—1856年），一名奕煇，綿標次子，由鑾儀衛整儀尉官至盛京鳳凰城城守尉。
- 母：穆爾察氏，蘇普棟阿之女，理藩院尚書正藍旗蒙古都統穆克登布孫女。

### 兄弟
載堉排行第三，有二兄一弟。
- 載福（1818年—1821年），嫡母穆爾察氏所生，早卒，無嗣。
- 未有名（1820年—1820年），庶母王氏所生，早卒，無嗣。
- 載溶（1831年—1835年），庶母蔣氏所生，早卒，無嗣。

### 妻室
- 嫡妻：董鄂氏，駐藏大臣瑞元之女、乾隆三十七年進士正藍旗滿洲都統鐵保孫女。
- 妾：劉氏，劉貴之女。

### 子嗣
載堉育有三子。
- 溥植（1847年-1849年），嫡董鄂氏所生，早卒，無嗣。
- 溥厚（1849年-1879年），嫡董鄂氏所生，閒散。娶費莫氏，長彬之女；繼娶佟佳氏，靈極之女。
- 溥樹（1864年-？年），庶劉氏所生，閒散。娶鈕祜祿氏，盛斌之女。

- 另至少有四女，其中一女出嫁至盛京。[17]